# Ranolder János

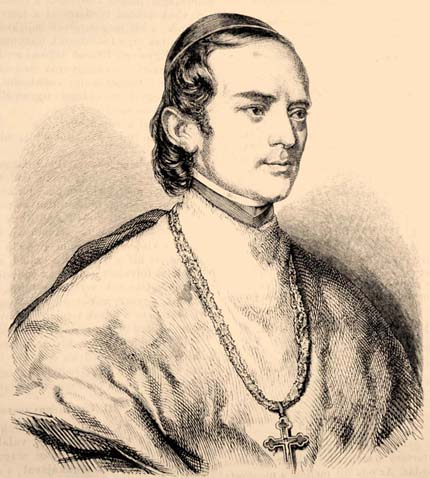
Ranolder János portréja a Vasárnapi Ujság 1857. évi 41. számában

Ranolder János (Pécs, 1806. május 16. – Csopak, 1875. szeptember 12.) veszprémi püspök, egyetemi tanár.

## Életpályája
Köztiszteletben álló polgári család sarjaként született. Édesapja Ranolder Ferenc kesztyűkészítő, édesanyja Hubáts Cecília,  testvérbátyja Ranolder Károly a későbbi dárdai, majd beremendi plébános volt. Iskoláit szülővárosában kezdte a pécsi Ciszterciek Gimnáziumában, ahol kitűnő tanulmányi eredménnyel végzett, majd tanulmányait Pesten folytatta a papi szemináriumban a hittudományi karon. 

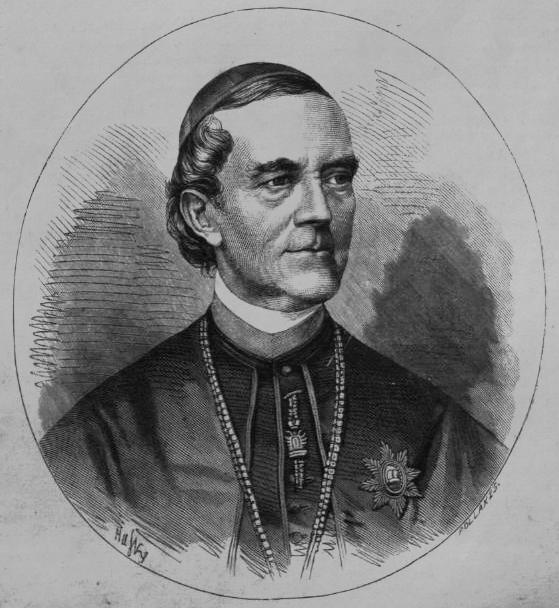
Ranolder János

1829. május 17-én pappá szentelték, ezután először a pécsi püspökségen dolgozott. Később további tudományos képzésre Bécsbe az Agustineumba küldték, ahol teológiai doktorátust szerzett 1830-ban. Ezután visszakerülvén Pécsre, az ottani papi szemináriumban tanított a szentírástudomány és a keleti nyelvek tanáraként 1831. január 6-ától 1840-ig. 1834-től püspöki segédkönyvtárosként is dolgozott, 1834 és 1835-ben között a Szentírás magyarra történő fordításában segédkezett Szepessy püspök mellett. Kiemelkedő képességei, ismeretei révén 1840-től már a pesti egyetemen adott elő. A görög, a latin és a héber nyelv elsajátítása után több élő európai nyelvet is megtanult. Egyházi szakírói tevékenységet is kifejtett. Műveket publikált Hermeneuticae Bibliae generalis valamint A katolikus anyaszentegyház szertartásai címmel. Tanulmányúton járta be Európa nevesebb helyeit: megfordult Itáliában, Angliában, Svájcban és Németországban. Tapasztalatairól a Religio című folyóiratban számolt be. 
Az egyházi ranglétrán nagy léptekkel haladt előre, előbb pécsi kanonok, majd a papnevelde kormányzója, és 1849-ben, negyvenhárom évesen megkapta a veszprémi püspöki kinevezést. 1850. május 19-én foglalta el püspöki székét. 
1861-ben 50 holdas csopaki birtokán három hónap alatt hatalmas kastélyt és a kastély mellett lévő pince mellé vincellér és présházat építtetett. Szabadidejében – főként élete végén – legszívesebben oda visszahúzódva töltötte napjait. Felismerte, hogy Magyarországon és a Dunántúl egyes részein nagy jövője van a bortermelésnek, ezért Csopakon, Badacsonyban a Somló hegyen és a Hegyalján szőlőket telepíttetett, modern alapokra helyezve ezzel a fajtanemesítést. A szőlőtermesztés népszerűsítése érdekében szőlőoltványokat ajándékozott a földműveseknek, a csopaki bor nemzetközi hírnevének megalapítása az ő nevéhez fűződik. 
Hitben, szerénységben leélt élete során jövedelmének nagy részét, mintegy négymillió forintot – az akkori időkben hihetetlenül nagy összeget – fordított szerteágazó karitatív tevékenységére. Alapítványokat hozott létre a pécsi szegény betegek gyógyítására, a veszprémi egyházmegye rászoruló papjainak, apácáinak és iskoláinak támogatására, és Veszprémben kórházat építtetett. 

## Ranolder-intézetek
Tevékenységének talán legmaradandóbb emlékei az általa alapított hét leányiskola, amelyeket Ranolder-intézeteknek neveztek. Egyházmegyéje minden jelentős városában katolikus leányiskolát akart alapítani. Ez végül csak öt helyen valósult meg. Nagykanizsán a város 1868-ban nem fogadta el a püspök ajánlatát, mert „mint kétségtelenül felekezetességi nevelő intézet, a városi közönség rokonszenvével sem találkoznék”. Viszont élete egyik utolsó nagylelkű gesztusaként százezer forintot adományozott Budapest székesfőváros részére egy katolikus leánynevelő intézet létrehozására. Az intézetek közül hatot a grazi irgalmas (vincés) nővérekre, egyet pedig az angolkisasszonyokra bízott.
1. Veszprém (1854), irgalmas nővérek, 1991-től Padányi Biró Márton Római Katolikus Iskola.
2. Veszprém (1860), angolkisasszonyok,  2000-től Szilágyi Erzsébet Keresztény Iskola.
3. Pápa (1864), irgalmas nővérek, 1948. évi államosítása után épületében állami általános iskolák, óvoda, leánykollégium működnek, így 1956-tól a IV. számú ének-zene tagozatos általános iskola, később Pápai Erkel Ferenc Ének-Zenei Általános Iskola, 2003-tól pedig a rendházi részben a Pápai Bartók Béla Alapfokú Művészeti Iskola.
4. Kaposvár (1872), irgalmas nővérek, épületében 1991 óta a Nagyboldogasszony Római Katolikus Iskola működik.
5. Tapolca (1873), irgalmas nővérek, 1993 óta épületében a Szent Erzsébet Óvoda működik.
6. Budapest-Ferencváros (1875), irgalmas nővérek, az 1948-as államosítás óta épületében állami lánygimnázium és tanítóképző működött, 1956 óta pedig a Leövey Klára Gimnázium.[3]
7. Keszthely (1882), irgalmas nővérek, 2004-től Ranolder János Római Katolikus Általános Iskola.

## Emlékezete
Csopakon minden év szeptemberében a Ranolder Emléknapon megemlékeznek életéről és áldásos tevékenységéről. Emlékére Veszprém város Önkormányzata Ranolder-díjat alapított (Ranolder-emlékérem és díszoklevél), az oktatás és nevelés területén kiemelkedő személyek munkájának elismerésére.
Budapesten, a Ferencvárosban az ő nevét viselte 1879 és 1954 között a Balázs Béla utca.

## Művei
- Ranolder János: Kemenes költeményei, Werfer Károly kiadása[6]

## Kitüntetései
- Ferenc József „Pro litteris et artibus” nagy aranyérme, 1854

## Róla írták
- Takács Lajos: Ranolder János veszprémi püspök élete és munkássága 1806–1875. A Veszprémi Egyházmegye Múltjából 14., kiadta a Veszprémi Egyházmegye Érseki Levéltára, 1987[7]
- Sziklay János: Veszprém Város az irodalomban és művészetben (p. 269) – K.: Dr Óvári Ferenc, Veszprém, 1932